# Things to Come
Lucrurile care vor veni (titlu original: Things to Come) este un film SF americano-britanic  din 1936 regizat de William Cameron Menzies. În rolurile principale joacă actorii Raymond Massey, Cedric Hardwicke, Edward Chapman

## Distribuție
- Raymond Massey ca John Cabal/Oswald Cabal
- Edward Chapman ca Pippa Passworthy/Raymond Passworthy
- Ralph Richardson ca Rudolf a.k.a. The Boss
- Margaretta Scott ca Roxana Black/Rowena Cabal
- Cedric Hardwicke ca Theotocopulos
- Maurice Braddell ca Dr Edward Harding
- Sophie Stewart ca Mrs Cabal
- Derrick De Marney ca Richard Gordon
- Ann Todd ca Mary Gordon
- Pearl Argyle ca Catherine Cabal
- Kenneth Villiers ca Maurice Passworthy
- Ivan Brandt ca Morden Mitani
- Anne McLaren ca Child (2036)
- Patricia Hilliard ca Janet Gordon
- Charles Carson ca Great-Grandfather (2036)
- Patrick Barr ca World Transport official
- John Clements ca Enemy pilot
- Antony Holles ca Simon Burton
- Allan Jeayes ca Mr. Cabal (1940)
- Pickles Livingston ca Horrie Passworthy
- Abraham Sofaer ca Wadsky (omul în Rolls-Royce)

## Vezi și
- 1936 în științifico-fantastic
- Listă de filme apocaliptice